# 扎比内·施泰因巴赫
扎比内·施泰因巴赫（德語：Sabine Steinbach，1952年7月18日—），德国女子游泳运动员。她曾代表东德参加1968年夏季奥林匹克运动会游泳比赛，获得女子400米个人混合泳铜牌。